# Deltametropool
Deltametropool is de term die wordt gebruikt voor de ambitie om alle agglomeraties in de Randstad gezamenlijk te laten functioneren als één metropoolregio die kan concurreren met de grootste metropolen in de wereld. Het uitgangspunt voor deze ambitie is dat de Randstad kan worden opgevat als een aaneenschakeling van meerdere agglomeraties met elk een eigen specialisatie die in nauw verband met elkaar functioneren, waardoor een metropool op zich ontstaat. De geografische ligging in de Maas-Rijn-delta geeft het gebied een gemeenschappelijke identiteit, maar brengt naast grote economische kansen als doorvoerhaven ook problemen rondom waterafvoer en overstromingsgevaar met zich mee.
In 2000 is de Vereniging Deltametropool opgericht als initiatief van de toenmalige wethouders van de 4 grote steden in de Randstad: Amsterdam, Rotterdam, Den Haag en Utrecht. Zij vonden dat een aantal gemeenschappelijke opgaven waar de Deltametropool mee te maken heeft ook gezamenlijk aangepakt moeten worden. Naast de wateropgave gaat het daarbij vooral om verkeer&vervoer, recreatie, economisch beleid, wonen en bestuurlijke versimpeling.
De Deltametropool is als beleidsvisie prominent onderdeel geweest in het rijksbeleid ten tijde van de vijfde nota die onder het bewind van minister Pronk werd opgesteld. Toen de Nota Ruimte als opvolger van de Vijfde Nota Ruimtelijke Ordening werd opgesteld verdween ook de visie om tot één metropool te komen in West-Nederland. Sindsdien wordt voor de Noordvleugel van de Randstad, De Zuidvleugel van de Randstad en het Groene Hart apart beleid gemaakt.